# Іств'ю (Теннессі)
Іств'ю (англ. Eastview) — місто (англ. town) в США, в окрузі МакНері штату Теннессі. Населення — 763 особи (2020).

## Географія
Іств'ю розташований за координатами 35°5′12″ пн. ш. 88°33′5″ зх. д. / 35.08667° пн. ш. 88.55139° зх. д. (35.086778, -88.551354).  За даними Бюро перепису населення США в 2010 році місто мало площу 12,68 км², уся площа — суходіл.

## Демографія
Згідно з переписом 2010 року, у місті мешкало 705 осіб у 316 домогосподарствах у складі 215 родин. Густота населення становила 56 осіб/км².  Було 349 помешкань (28/км²).
Расовий склад населення:
| - 93,3 % — білих - 4,3 % — чорних або афроамериканців - 0,3 % — корінних американців - 0,3 % — азіатів - 1,6 % — осіб інших рас |

До двох чи більше рас належало 0,3 %. Частка іспаномовних становила 1,3 % від усіх жителів.
За віковим діапазоном населення розподілялося таким чином: 18,2 % — особи молодші 18 років, 60,9 % — особи у віці 18—64 років, 20,9 % — особи у віці 65 років та старші. Медіана віку мешканця становила 45,3 року. На 100 осіб жіночої статі у місті припадало 93,2 чоловіків;  на 100 жінок у віці від 18 років та старших — 93,6 чоловіків також старших 18 років.
Середній дохід на одне домашнє господарство  становив 48 528 доларів США (медіана — 36 181), а середній дохід на одну сім'ю — 53 456 доларів (медіана — 39 297). Медіана доходів становила 38 750 доларів для чоловіків та 32 031 долар для жінок. За межею бідності перебувало 24,0 % осіб, у тому числі 35,7 % дітей у віці до 18 років та 22,6 % осіб у віці 65 років та старших.
Цивільне працевлаштоване населення становило 365 осіб. Основні галузі зайнятості: освіта, охорона здоров'я та соціальна допомога — 24,1 %, виробництво — 22,5 %, роздрібна торгівля — 13,4 %, транспорт — 8,5 %.